# Stejaru (Teleorman)
Stejaru è un comune della Romania di 2 035 abitanti, ubicato nel distretto di Teleorman, nella regione storica della Muntenia.
Il comune è formato dall'unione di 4 villaggi: Bratcovu, Gresia, Socetu, Stejaru.